# Burg Unterwössingen
Die Burg Unterwössingen, auch Wasserschloss Unterwössingen genannt, wurde von den Herren von Wössingen (derer „von Wesingen“, vermutlich Lehnsleute der Markgrafen) als Wasserburg erbaut. Die Burgstelle befand sich bei der unteren Mühle (Flurname „Burgäcker“) im heutigen Ortsteil Wössingen der Gemeinde Walzbachtal im Landkreis Karlsruhe im Baden-Württemberg und wurde, nachdem sie schon früh an Bedeutung verloren hatte, im 16. Jahrhundert abgebrochen. Ehemalige Besitzer waren auch die Markgrafen von Baden. Von der nicht mehr genau lokalisierbaren Burganlage ist nichts erhalten.